# Porchetta di Ariccia
La Porchetta di Ariccia è un tipo di porchetta, un piatto a base di carne di maiale cotta, tipica del comune di Ariccia, in provincia di Roma.
Dal 14 giugno 2011, a livello europeo, la Porchetta di Ariccia  ottiene il riconoscimento di indicazione geografica protetta (IGP).

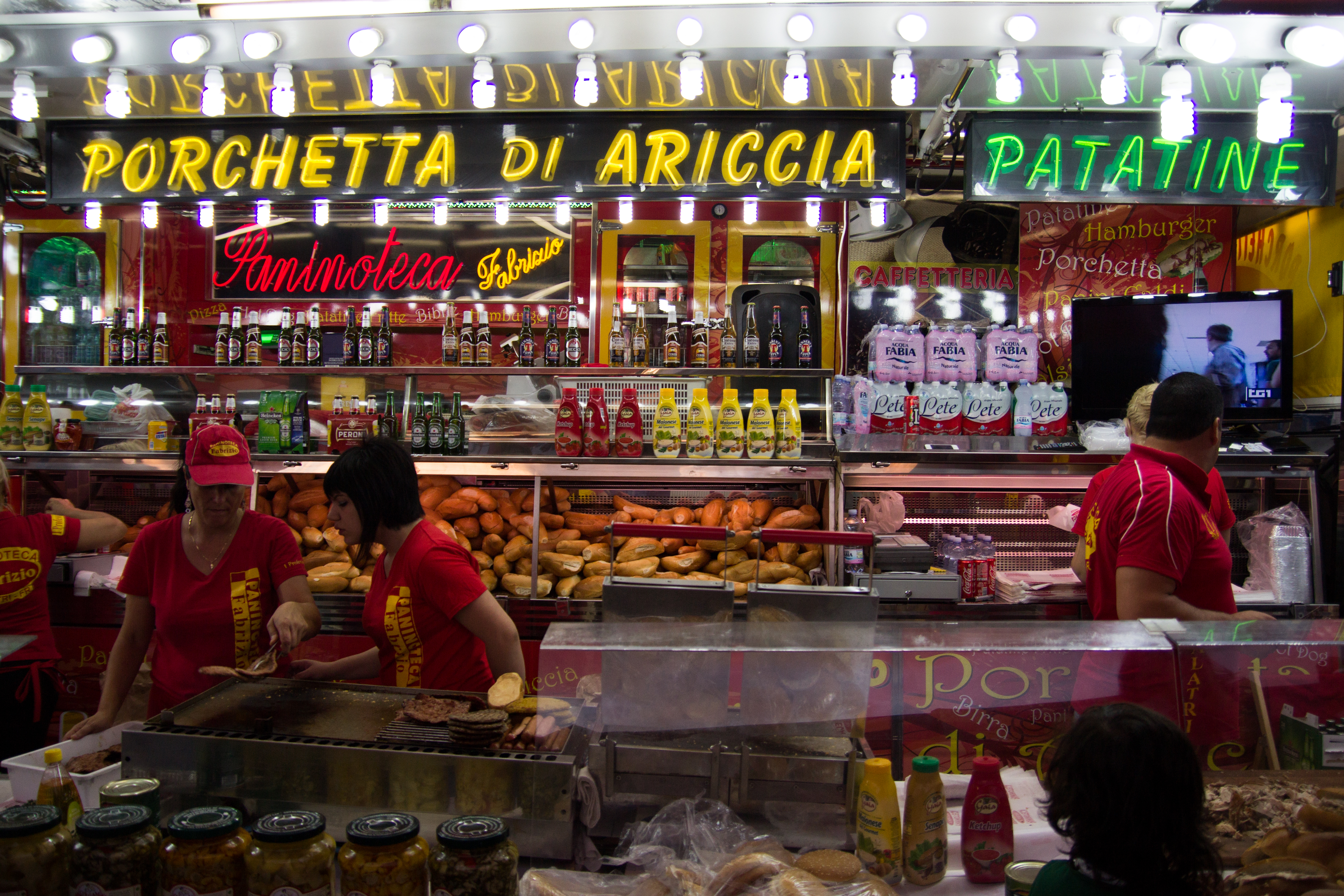
Paninoteca ambulante che vende porchetta di Ariccia.

## Storia
Ariccia è una delle località più conosciute e popolari posta a breve distanza da Roma, dove a differenza di altri paesi limitrofi il legame con la porchetta e la sua produzione vanta una tradizione millenaria, presumibilmente risalente alla popolazione dei latini e precedente la conquista romana. Infatti, non solo si attribuisce ad Ariccia l'origine dei sacerdoti che lavoravano e preparavano le carni suine da offrire in sacrificio nel tempio di Giove Laziale sul vicino Monte Cavo, ma si ritiene anche che grazie alla successiva presenza della nobiltà romana, solita trasferirsi ad Ariccia per la stagione estiva o per organizzare battute di caccia, si sia potuta sviluppare quella maestranza artigiana nel preparare la porchetta presente ancora oggi e che continua a tramandarsi nelle famiglie ariccine.
L'odierna reputazione della Porchetta di Ariccia risale al 1950, quando i porchettari di Ariccia guidati dal proprio sindaco, Cioli Ovidio, allestirono la prima "Sagra della Porchetta di Ariccia", con lo scopo di celebrare questo prodotto tanto gustoso quanto all'epoca già noto. Da allora ogni anno ad Ariccia si svolge questa manifestazione suggestiva e caratteristica dove viene offerta la porchetta su banchi addobbati a festa da venditori vestiti con gli abiti tradizionali ariccini.
Testimonianza di ciò è l'“Estratto dal Registro degli atti della Giunta Comunale, del 14 settembre 1962, relativo al contributo per la festa della Patrona S. Apollonia e della Sagra della Porchetta”, trovato negli archivi del Comune di Ariccia a dimostrazione dell'importanza pluridecennale che la Porchetta di Ariccia I.G.P. ha nelle tradizioni popolari locali.
A proposito della sagra, Vincenzo Misserville, nel 1958, nella rivista “I castelli Romani – Vicende, Uomini, Folclore” scrive: “Tra le numerose sagre dei Castelli Romani, quella ariccina “della Porchetta e del Pane casareccio” è forse l'unica che, per il suo carattere di semplicità paesana, giustifica il suo appellativo: persino nella denominazione essa ha un sapore schiettamente casalingo”.
L'utilizzo del nome “porchetta” deriva dal fatto che vengono lavorate solo le carcasse di animali di sesso femminile la cui carne è notoriamente più magra e saporita.
Nel 1974, Giulio Cesare Gerlini, nel libro “Ariccia Storia-Arte-Folclore”, scrive, a proposito della Porchetta di Ariccia, che: “l'arte di preparare i porcellini destinati a diventare “porchetta”, si può dire che è una esclusività di poche famiglie ariccine i cui componenti si tramandano di padre in figlio.” Ed ancora, “l'idea della Sagra venne perché si desiderava far
conoscere che il prodotto ariccino si era affermato a tal punto che persino all'estero viene spedita ad imbandire tavoli di conosciuti ristoranti e locali alla moda”.
Infatti, i produttori della “Porchetta di Ariccia” I.G.P. hanno mantenuto invariata negli anni la tradizione artigiana della preparazione della porchetta, tramandando di generazione in generazione l'arte di condire, aromatizzare, legare e predisporre la porchetta alla cottura al forno.
Particolare importanza riveste la professionalità e l'esperienza dei “porchettari” ariccini che si adoperano quotidianamente a produrre la “Porchetta di Ariccia”. Molte sono le “storiche famiglie”, che ancora oggi lavorano con sistemi tradizionali la “Porchetta di Ariccia”.
I figli o nipoti di questi "porchettari" mantengono viva la produzione nel paese di Ariccia e lo stesso termine viene ancora oggi usato per apostrofare gli appartenenti alle famiglie dei produttori di porchetta.
Nel 1957, lo scrittore Carlo Emilio Gadda, nel suo romanzo “Quer pasticciaccio brutto de via Merulana”, riporta una puntuale descrizione di come veniva venduta la porchetta di Ariccia a Roma e illustra chiaramente la già nota reputazione del prodotto. Un venditore di porchetta, infatti, esclama: “La porca, la porca! Ciavemo la porchetta signori! La bella porca dell'Ariccia co un bosco de rosmarino in de la panza! Co le patatine de staggione!... Carne fina e delicata, pe li signori proprio! Assaggiatela e proverete, v'oo dico io, sore spose: carne fina e saporita!... Porchetta arrosto cor rosmarino! e co le patate de stagione...”.

## Caratteristiche
Una delle principali caratteristiche distintive del prodotto è la croccantezza della crosta. La sua carne sapida è di colore fra il bianco e il rosa e arricchita dall'uso sapiente del rosmarino, del pepe nero e dell'aglio.
Secondo la tradizione, solo le carcasse di maiali femmina (carne notoriamente più magra e saporita) sono utilizzate. La carcassa disossata e condita deve presentarsi con le zampe anteriori e posteriori e/o la testa. Il suo peso intero è tra 27 kg e 45 kg mentre il peso del tronchetto (porzione della mezzena di suino) deve essere compreso tra 13 kg e 7 kg.

## Metodo di produzione
Il metodo di produzione prevede una serie di passaggi importanti. Essenziali per la riuscita di un ottimo prodotto. Si parte dalla scelta delle carni, per passare alla lavorazione vera e propria all'interno dei laboratori di produzione della porchetta.
Durante il processo di lavorazione sono importanti la "disossatura" la cui tecnica è stata affinata durante l'arco di una generazione, che avviene dall'interno della carcassa dell'animale, alla speziatura, che preferibilmente deve essere fatta con aromi freschi e non disseccati alla importante fase della legatura, che serve a mantenere compatte le carni e non farle "allargare" durante la fase del taglio che avviene durante la vendita sui banchi, essendo l'animale cavo al suo interno. Infine il processo di cottura che avviene con periodici controlli durante il processo stesso, per testare il livello di cottura delle carni, con sonde e tramite operazioni di peso. Da notare che la cottura avviene in grandi forni strutturati con delle vasche di contenimento, per raccogliere il grasso che si scioglie durante il processo di cottura.

## Zona geografica
La zona di produzione della Porchetta di Ariccia IGP interessa l'intero territorio del comune di Ariccia.

## Sagra
Ogni anno in settembre si svolge nel centro storico di Ariccia, sulla Berniniana piazza di corte, la Sagra della Porchetta.
Questa sagra ha ricevuto i natali nel 1950, grazie ad un gruppo di amici con la passione per questo prodotto, i quali esposero bancarelle con astanti in costume tradizionale aricino.
Ai giorni d'oggi alla sagra solitamente partecipano le ditte produttrici di porchetta più affermate.
Il programma prevede, oltre alla degustazione del prodotto, mostre, artisti di strada e artigianato, spettacolo musicale e di moda.